# 米切尔·夏普
米切尔·夏普（英語：Mitchell William Sharp, 1911年5月11日—2004年3月19日） 是一位加拿大政客，加拿大枢密院成员，加拿大勋章拥有者。

## 生平
1911年出生在加拿大温尼伯，1934年毕业于曼尼托巴大学，后进入伦敦政治经济学院，他同时还是一名谷物贸易的作家。1947年开始进入政坛，开始了他漫长的从政生涯。曾经先后担任加拿大贸易部长、财政部长、外交部长和总理顾问。正是在他担任皮埃尔·特鲁多总理内阁外交部长期间，加拿大于1970年10月13日正式与中华人民共和国建立外交关系。由于与中国的特殊关系，被称为中国人民的老朋友。
2004年3月19日在渥太华逝世，享年92岁。